# シュリーナガル
シュリーナガル（カシミール語: سِرېنَگَر / सिरीनगर, カシミール語発音: [siriːnagar], スィリーナガル; ヒンディー語: श्रीनगर / Shreenagar, ウルドゥー語: سرینگر; 英語: Srinagar）は、インド北部にあるジャンムー・カシミール連邦直轄領の夏季の主都である。インダス川の支流でカシミール渓谷を流れるジェルム川の両岸に位置する。湖とそこに浮かぶハウスボートで有名で、またカシミール地方に伝わる伝統的な手工芸品とドライフルーツでも知られている。デリーから876km北にある。シュリーナガル地区の首府である。2011年時点の人口は約119万人。
インド・パキスタン分離独立以来のカシミール紛争（カシミール問題）における係争地の一部であり、住民の96%はパキスタンの多数派と同じムスリム（イスラム教徒）となっている（2011年）。
日本においては、英語表記をカタカナ読みし、スリナガル、スリーナガルと表記される場合がある。

## 歴史

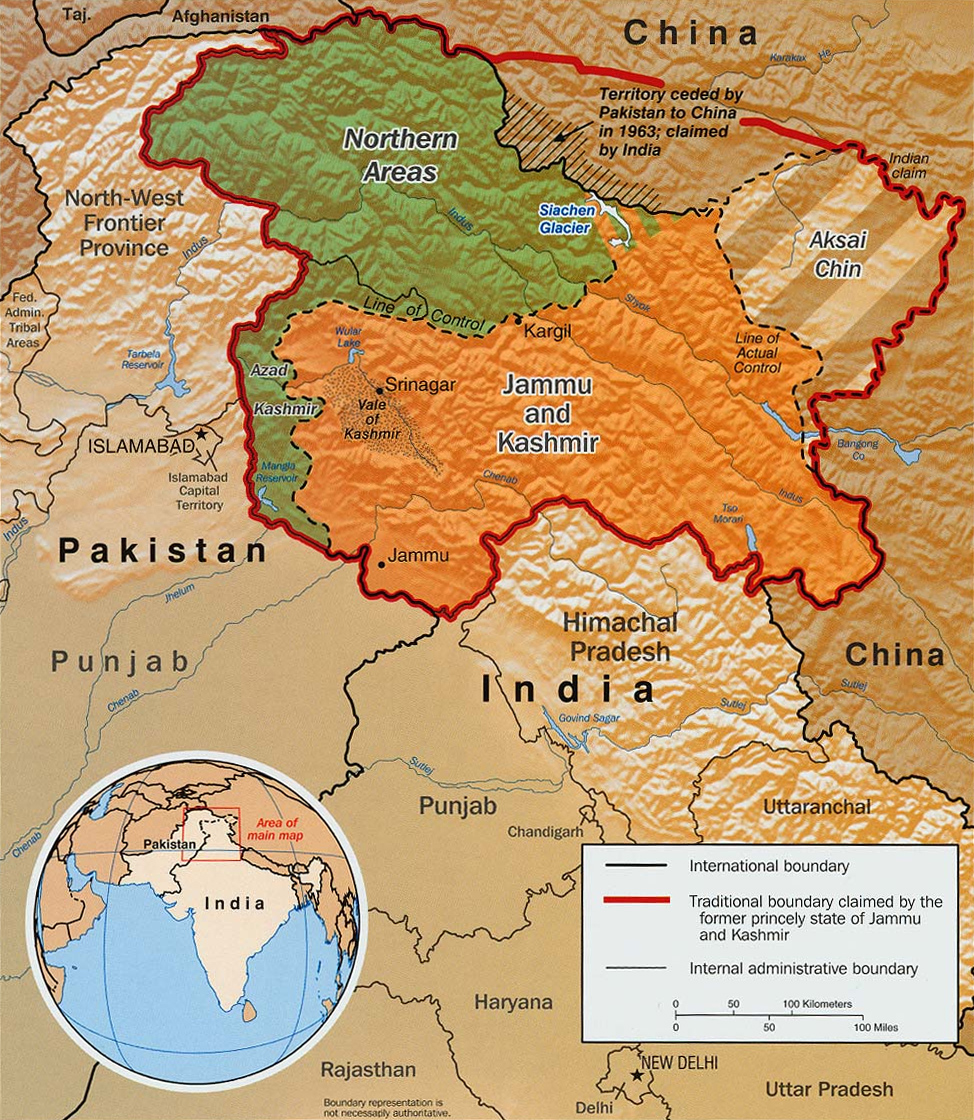
カシミール地方の地図

約2000年以上前、プラヴァラセーナ2世によりシュリーナガルが創建された。紀元前3世紀には、マウリヤ朝の一部であった。アショカ王は仏教をカシミール地方に伝え、この地域が仏教伝播の中心地となった。1世紀にこの地域がクシャーナ朝の支配下となり、ここで仏教文化を強化した。ウッジャインの王ヴィクラマーディティヤ（Vikramāditya）及びその後継者が、6世紀にフン族に支配されるまで治めた。
ヒンドゥー教徒と仏教徒の統治は14世紀まで続き、その後、イスラム教勢力の侵略によりイスラム教徒の支配下となった。ユースフ・シャー・チャクの治世の間ここは首都だったが、アクバルによってムガル帝国の版図に組み入れられた。
1707年のアウラングゼーブの死後、ムガル帝国の分割に乗じパシュトゥーン人が浸透し、ついにシュリーナガルを数十年支配した。ランジート・シング（Ranjit Singh）は1814年にシュリーナガルを含むカシミール渓谷を自身の王国に併合し、以来この地域はシク教徒の影響下となる。
1846年、ラホールにおいて署名されたシク教徒支配者と、インドを支配していたイギリスが結んだラホール条約によって、イギリスは事実上この地の宗主権を手に入れた。イギリスはグラーブ・シング（Gulab Singh）を独立したカシミール地方の統治者として任命し、シュリーナガルをその藩王国の首都とした。
インド・パキスタン分離独立後、パシュトゥーン人を中心とした民族は、パキスタン軍の支持を受け、シュリーナガルとカシミール地方全域を軍事力で掌握しようと試みた。これは当時の統治者ハリ・シング（Hari Singh）がイギリスから受託していた統治権に反しており、藩王国の統治者はインド分割時にインド、パキスタンのどちらに帰属するか、または独立するかの選択権を持っていた。
ハリ・シングは1948年にインド政府と共にイギリスに対し、国民投票を実施する条件で今後は独立国となったインドへ帰属する旨を記した誓約書を提出。
その後インドはシュリーナガルを含むカシミール地方に軍隊を送り、パキスタン側勢力を制圧した（第一次印パ戦争）。インド及びパキスタンの対立は国際連合の場にまで持ち込まれ停戦しているが、一部地域はパキスタン側の実効支配となっている。シュリーナガルについては、以来インド側の支配地域となっている。
1990年、市内でイスラム聖職者が殺害されたことをきっかけに暴動が発生。インド政府が指名した知事が辞任に追い込まれた。一方、インド政府は軍を動員して暴動の鎮圧に着手。インド軍が発砲して47人が死亡し、300人が負傷した。また、1993年10月には、軍が反体制派が潜んでいるとしてハズラトバル・モスクを包囲。包囲の中で29人が死亡した。
2019年8月5日、インド政府は憲法第370条でジャンムー・カシミール州に認められていた特別自治権の剥奪を決定。シュリーナガル市内では、反対派の活動を抑え込むために4人以上が参加する集会が禁止され、多数の政治家や地域の指導者、活動家らが拘束された。インターネットや携帯電話の接続も2週間以上停止した。
インドはG20観光相会合をこの地に誘致して2023年5月22～24日に開催したが、パキスタンの支援する中華人民共和国は外交部が係争地におけるG20会合に反対を明言したほか、イスラム教国であるトルコとサウジアラビアも政府代表団を派遣しないと報じられた。

## 地理と気候
ジャンムー・カシミール連邦直轄領はカシミール谷、タウィ（Tawi）谷、チェナーブ谷、パンチ谷、シンド谷そしてリッダー（Lidder）谷など多くの谷が存在する。カシミール谷はヒマラヤ山脈によってラダックから分けられ、西及び南から取り囲むピール・パンジャル山脈によって北インドの大草原から切り離されている。
シュリーナガルはインダス川の支流ジェラム川の両岸に位置し、その町の中心にダル湖とニギン湖がある。

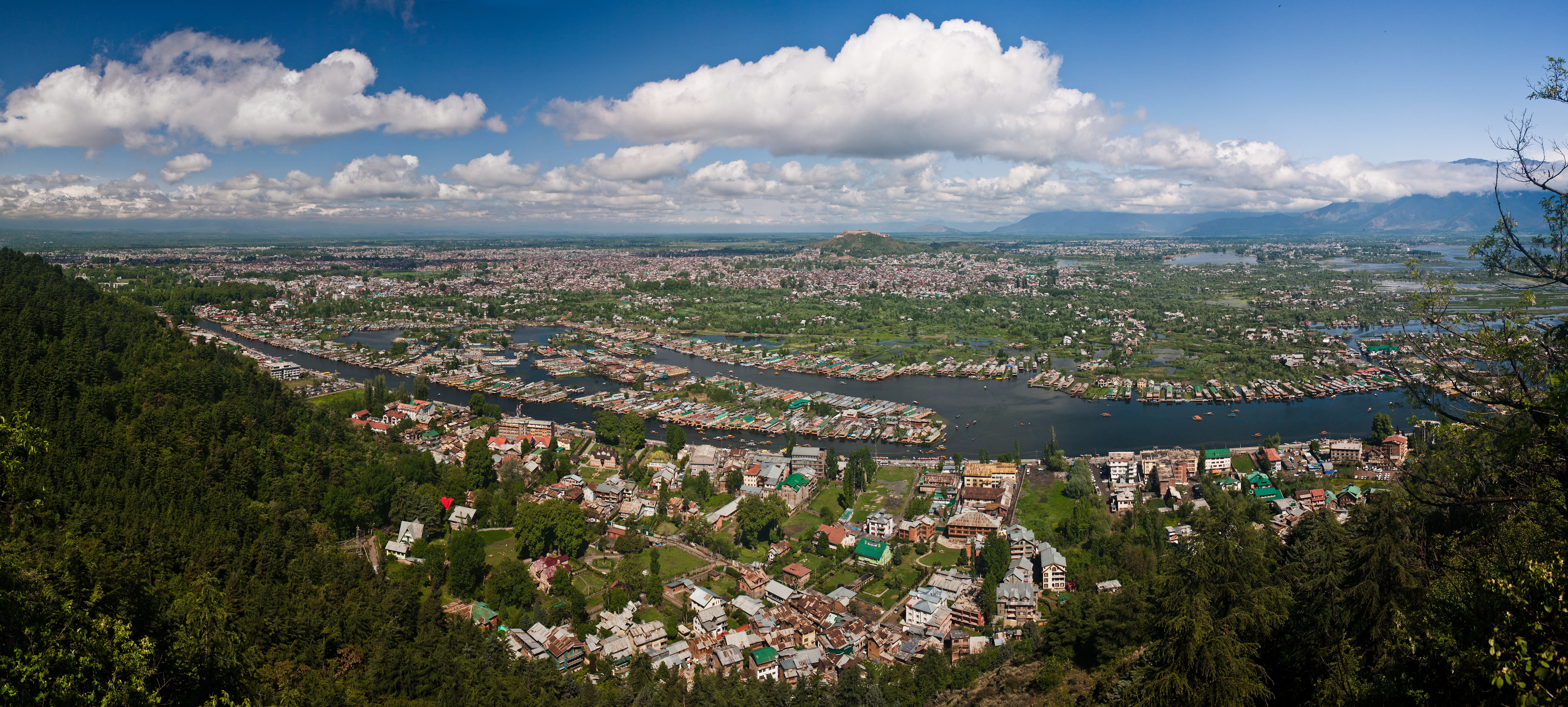
シュリーナガルとダル湖の風景。ハウスボートが浮かび、水上バザールで賑わうダル湖はシュリーナガルのシンボル。

シュリーナガルは標高が1,600 mほどであるため4～6月の夏季でも温暖でデリーなどと比べると涼しく、主に山岳性気候である。12月〜2月の冬季は寒冷である。12月〜2月は例年降雪が見られ、西約40 kmにあるグルマルグはインド国内有数のスキーリゾート地として知られる。
| シュリーナガル (1971–1986 )の気候 | シュリーナガル (1971–1986 )の気候 | シュリーナガル (1971–1986 )の気候 | シュリーナガル (1971–1986 )の気候 | シュリーナガル (1971–1986 )の気候 | シュリーナガル (1971–1986 )の気候 | シュリーナガル (1971–1986 )の気候 | シュリーナガル (1971–1986 )の気候 | シュリーナガル (1971–1986 )の気候 | シュリーナガル (1971–1986 )の気候 | シュリーナガル (1971–1986 )の気候 | シュリーナガル (1971–1986 )の気候 | シュリーナガル (1971–1986 )の気候 | シュリーナガル (1971–1986 )の気候 |
| 月                                | 1月                               | 2月                               | 3月                               | 4月                               | 5月                               | 6月                               | 7月                               | 8月                               | 9月                               | 10月                              | 11月                              | 12月                              | 年                                |
| --------------------------------- | --------------------------------- | --------------------------------- | --------------------------------- | --------------------------------- | --------------------------------- | --------------------------------- | --------------------------------- | --------------------------------- | --------------------------------- | --------------------------------- | --------------------------------- | --------------------------------- | --------------------------------- |
| 最高気温記録 °C （°F）            | 17.2 (63)                         | 20.6 (69.1)                       | 27.3 (81.1)                       | 31.1 (88)                         | 36.4 (97.5)                       | 37.8 (100)                        | 38.3 (100.9)                      | 36.7 (98.1)                       | 35.0 (95)                         | 33.9 (93)                         | 24.5 (76.1)                       | 18.3 (64.9)                       | 38.3 (100.9)                      |
| 平均最高気温 °C （°F）            | 7.0 (44.6)                        | 8.2 (46.8)                        | 14.1 (57.4)                       | 20.5 (68.9)                       | 24.5 (76.1)                       | 29.6 (85.3)                       | 30.1 (86.2)                       | 29.6 (85.3)                       | 27.4 (81.3)                       | 22.4 (72.3)                       | 15.1 (59.2)                       | 8.2 (46.8)                        | 19.7 (67.5)                       |
| 日平均気温 °C （°F）              | 2.5 (36.5)                        | 3.8 (38.8)                        | 8.8 (47.8)                        | 14.2 (57.6)                       | 17.7 (63.9)                       | 22.3 (72.1)                       | 24.1 (75.4)                       | 23.5 (74.3)                       | 19.8 (67.6)                       | 14.1 (57.4)                       | 8.1 (46.6)                        | 3.4 (38.1)                        | 13.5 (56.3)                       |
| 平均最低気温 °C （°F）            | −2.0 (28.4)                       | −0.7 (30.7)                       | 3.4 (38.1)                        | 7.9 (46.2)                        | 10.8 (51.4)                       | 14.9 (58.8)                       | 18.1 (64.6)                       | 17.5 (63.5)                       | 12.1 (53.8)                       | 5.8 (42.4)                        | 0.9 (33.6)                        | −1.5 (29.3)                       | 7.3 (45.1)                        |
| 最低気温記録 °C （°F）            | −14.4 (6.1)                       | −20.0 (−4)                        | −6.9 (19.6)                       | 0.0 (32)                          | 1.0 (33.8)                        | 7.2 (45)                          | 10.3 (50.5)                       | 9.5 (49.1)                        | 4.4 (39.9)                        | −1.7 (28.9)                       | −7.8 (18)                         | −12.8 (9)                         | −20.0 (−4)                        |
| 降水量 mm （inch）                | 48 (1.89)                         | 68 (2.68)                         | 121 (4.76)                        | 85 (3.35)                         | 68 (2.68)                         | 39 (1.54)                         | 62 (2.44)                         | 76 (2.99)                         | 28 (1.1)                          | 33 (1.3)                          | 28 (1.1)                          | 54 (2.13)                         | 710 (27.96)                       |
| 平均降水日数 （≥1.0 mm）          | 6.6                               | 7.3                               | 10.2                              | 8.8                               | 8.1                               | 5.7                               | 7.9                               | 6.8                               | 3.5                               | 2.8                               | 2.8                               | 5.1                               | 75.6                              |
| % 湿度                            | 82                                | 79                                | 70                                | 64                                | 61                                | 56                                | 66                                | 70                                | 67                                | 69                                | 77                                | 84                                | 70.4                              |
| 出典：                            |                                   |                                   |                                   |                                   |                                   |                                   |                                   |                                   |                                   |                                   |                                   |                                   |                                   |

## 産業

### 織物業
カシミールの伝統産業である絨毯、織物、カシミア糸の製造、販売に関連した経済活動が盛んである。これらの産業は2014年10月の豪雨災害で少なからず被害を受けた。

### 観光
古くから避暑地として栄えており、ホテルとして営業する豪華なハウスボート群が知られている。
カシミール紛争やテロ活動の煽りを受けて観光客は激減している。2006年も、シュリーナガルに向かう路線バスが手榴弾で攻撃されるなど、テロが頻発している。